# Израилевский, Борис Львович
Борис Львович Израилевский (3 октября 1886 — 10 июля 1969) — российский музыкант, скрипач и дирижёр, заслуженный деятель искусств РСФСР (1938).

## Биография
С 1903 года — в Московском художественном театре, дирижёр, солист.
Окончил Московскую консерваторию.
Заведующий музыкальной частью МХАТ имени М. Горького.
Сотрудничал с Немировичем-Данченко. Автор музыки ко многим спектаклям МХАТа и фильму-спектаклю Мещане, по одноименной пьесе М. Горького в постановке МХАТа.

## Фильмография

### Композитор
- Мещане (1965)[2]

## Награды
- Орден Трудового Красного Знамени
- Орден «Знак Почёта» (03.05.1937) — за выдающиеся заслуги в деле развития русского театрального искусства